# Die Vernichtung der europäischen Juden

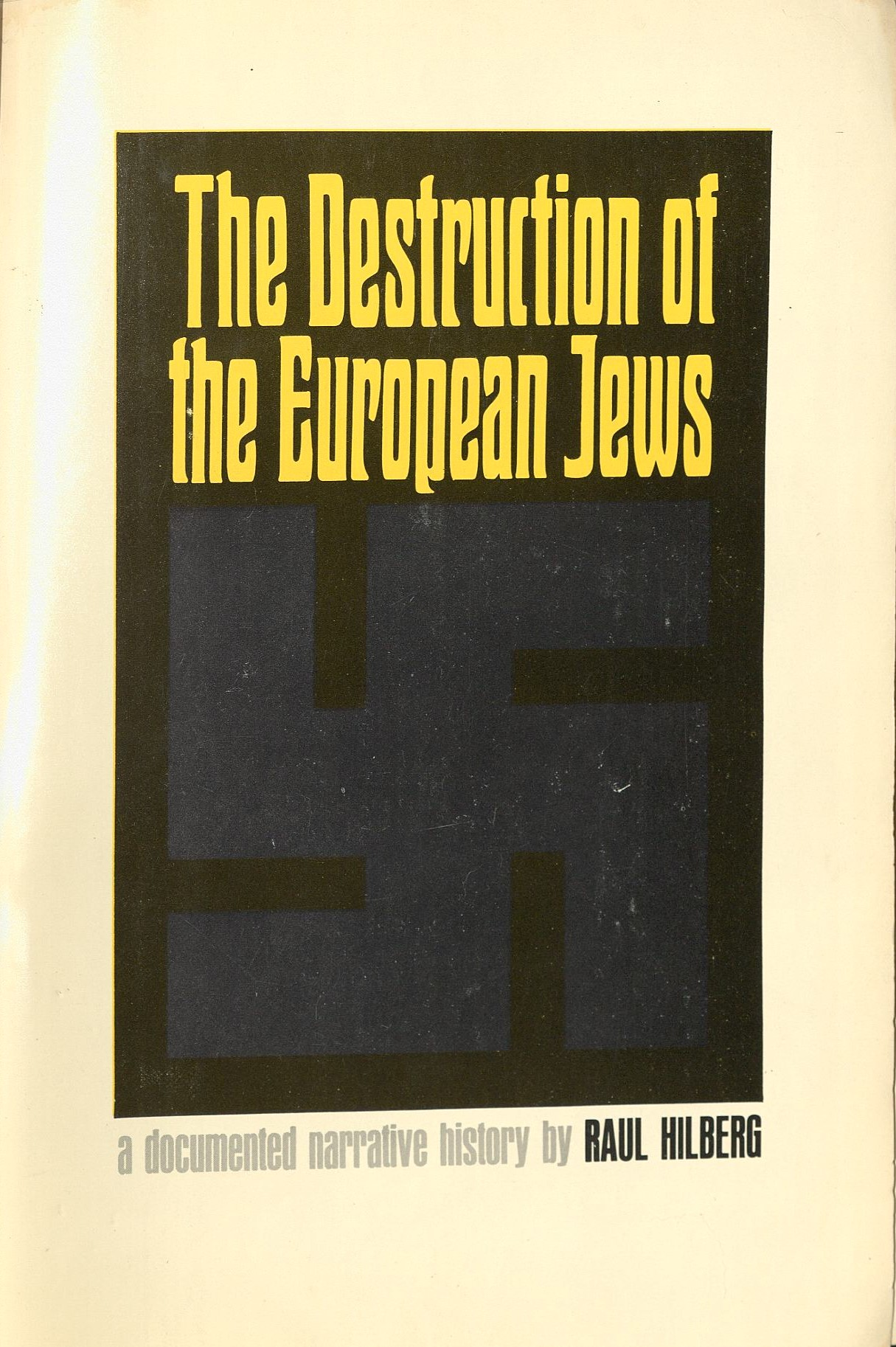
Erstausgabe 1961

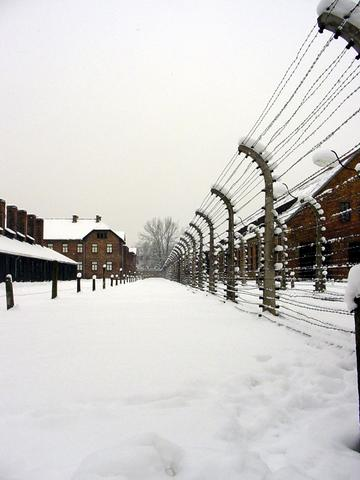
KZ Auschwitz, Starkstrom-Stacheldraht (2002)

Das Buch Die Vernichtung der europäischen Juden – im englischen Original The Destruction of the European Jews – ist die 1961 erschienene Dissertation des amerikanischen Historikers Raul Hilberg. Hilberg wertete für das Buch zahlreiche bis dahin kaum verwendete Quellen der nationalsozialistischen Führung von 1933 bis in die unmittelbare Nachkriegszeit in Deutschland aus. Sein Ziel war es, die gesamte Geschichte der Judenvernichtung im Machtbereich des Deutschen Reichs zu analysieren, die heute als Schoah (in Israel, im Umfeld der Opfer, im französischsprachigen Raum) oder Holocaust (meist im angelsächsischen Raum) bezeichnet wird. Sein Werk ist ein wesentlicher Beitrag zur wissenschaftlichen Holocaustforschung. An eine derartige Gesamtsicht der NS-Judenverfolgung und -vernichtung hatte sich bis dahin kein Historiker gewagt. Diese Arbeit blieb das wichtigste Werk Hilbergs.
Hilbergs österreichische Herkunft und Sprachkenntnis des Deutschen erleichterten ihm das Forschungsvorhaben. Er ergänzte und erweiterte sein Buch, das vielfach als Standardwerk bezeichnet wird, bis 2002. Sein Forschungsansatz war die Suche nach der Funktionsweise der Täter und ihrer Organisation des Massenmords in von ihnen selbst angelegten Akten und nicht eine Erklärung über die Geschichte der Juden in den europäischen Staaten. Seine Beschreibung der Rolle der von den Deutschen eingesetzten und dazu benutzten Judenräte in den Phasen vor dem Transport in die Vernichtungslager führte jedoch auch zwangsläufig zu diesem (kontroversen) Aspekt der NS-Judenverfolgung.

## Aufbau
Hilberg beschrieb als erster Zeithistoriker anhand der Akten umfassend, wie der Vernichtungsprozess in aufeinander aufbauenden Phasen ablief:

### Ausgrenzung
- zuerst hatte der NS-Staat „die“ Juden als „Feinde“ definiert (vgl. Weltjudentum, Nürnberger Gesetze), um sie zu entrechten und zu enteignen (vgl. Berufsbeamtengesetz, Arisierung). 1933–1939

### Konzentration
- dann wurden sie in Judenhäusern, bzw. in neu errichteten Ghettos „im Osten“ deportiert, konzentriert, um sie dort von der übrigen Bevölkerung zu trennen und verhungern zu lassen. 1939–1941. Und schließlich

### Fabrikmäßiger Massenmord
- wurden sie in enorm großen Zahlen erschossen (z. B. in Kamenez-Podolsk, Babyn Jar und Drobyzkyj Jar) oder fabrikmäßig in Gaskammern ermordet. 1941–1945

### Schlussfolgerungen
Daraus zieht er in Band 3 die Schlussfolgerung, dass die beteiligten Täter (z. B. Einsatzgruppen, Polizei/Gestapo, RSHA, Totenkopf-SS etc.) jeweils nur ein kleines Rädchen in diesem nur schwer überschaubaren, zugleich aber von den Zielen her allen verständlichen Zerstörungsmechanismus waren.

## Kernaussagen
Hilbergs umfassende Darstellung der Judenvernichtung gilt seither als Standardwerk zum Thema und wurde vom Autor wiederholt aktualisiert. Hilberg wies darin auf die vielen mitwirkenden Personen und nationalsozialistischen Organisationen hin, die durch Forderungen und Initiativen zum Entschluss über die „Endlösung“ beitrugen.

„Der Vernichtungsprozeß entfaltet sich nach einem feststehenden Schema. Er entsprang gleichwohl keinem grundlegenden Plan. 1933 hätte kein Bürokrat vorhersagen können, welche Art von Maßnahmen man 1938 ergreifen würde, noch war es 1938 möglich, den Ablauf der Geschehnisse im Jahre 1942 vorauszusehen. Der Vernichtungsprozess war eine Schritt für Schritt erfolgende Operation, und der beteiligte Beamte konnte selten mehr als den jeweils folgenden Schritt übersehen.“

Von Hilbergs Darstellung setzten sich spätere intentionalistische Historiker der NS-Forschung wie Eberhard Jäckel, Helmut Krausnick oder Klaus Hildebrand ab, die dann behaupteten, Hitler habe mit der Endlösung seine lange vorher gefassten Pläne konsequent umgesetzt. Ähnlich wie die später folgenden Funktionalisten unter den Historikern, wie Martin Broszat, Hans Mommsen und Christopher Browning, deutete Raul Hilberg den Entschluss zur Shoa/Holocaust als prozesshaften Vorgang einer Radikalisierung, die allerdings ohne die Person Hitlers und seinen ausgeprägten Judenhass (Antisemitismus) nicht denkbar wäre:

„Hitler war der leitende Architekt der jüdischen Katastrophe. Er war es, der die fließenden Ideen von 1940 in die harte Realität von 1941 transformierte. Hitler machte diesen letzten Schritt zum unerbittlichen Resultat aller antijüdischen Maßnahmen […] und er schmiedete den dezentralen Verwaltungsapparat Deutschlands um in ein Netz von Organisationen, die reibungslos zusammenwirkten, so daß die Erschießungen, Deportationen und Vergasungen nebeneinander und gleichzeitig durchgeführt werden konnten.“

Hilberg vertrat die Meinung, dass es den Tätern durch die strikte Arbeitsteilung bei der „Endlösung“ ermöglicht worden sei, sich als „kleines Rädchen im Getriebe“ zu empfinden und sich selbst von einer persönlichen Verantwortung freizusprechen. Diese Deutung ist teilweise umstritten. Der Kritik zufolge lasse sie außer Acht, dass ein gewichtiger Anteil als Augenzeuge oder Täter unmittelbar am Tötungsprozess beteiligt war.
Spätere Autoren zu diesem komplexen Thema beschreiben vielfach seinen Einfluss auf ihre Arbeit: Götz Aly, Saul Friedländer, Eberhard Jäckel, Wolfgang Benz, Ian Kershaw, Leni Yahil.
- Hauptartikel zur deutschen Judenvernichtung bei Wikipedia: Holocaust, Vernichtungslager bzw. Konzentrationslager, die Aktion Reinhardt, Endlösung der Judenfrage. Zu den KZ-Standorten und jeweiligen Gefangenenzahlen siehe die Liste der deutschen Konzentrationslager (1933–1945).

## Editionsgeschichte
Es gestaltete sich schwierig, einen Verlag für das Buch zu finden. In den 1950er Jahren war eine Gesamtgeschichte der Judenvernichtung kein gefragtes Thema in den USA. Dazu kam eine kritische Beurteilung der Arbeit. So lehnte Yad Vashem eine Unterstützung der Veröffentlichung ab. Dazu war die Veröffentlichung solch eines Buches wegen der zu erwartenden niedrigen Absatzzahlen und des außerordentlich großen Umfangs eine schwierige editorische Aufgabe. Erst nach einer über sechs Jahre dauernden Verlagssuche durch die Lektorate von fünf Verlagen wurde Hilbergs Dissertation 1961 von dem kleinen Verlag Quadrangle Books (Chicago) verlegt. Ein wohlhabender Gönner, der vertriebene jüdische Unternehmer Frank Petschek, finanzierte eine Startauflage von 5.500 Exemplaren indirekt durch eine garantierte Abnahme von mindestens 1.200 Exemplaren. Sie wurden Bibliotheken zur Verfügung gestellt.
Historiker von Yad Vashem beanstandeten Hilbergs kritische Einschätzung des aktiven und passiven jüdischen Widerstandes. Hans Mommsen führt für diese Abwehr folgenden Grund an: „Zu Beginn der 50er Jahre neigten fast alle Überlebenden, auch die jüdischen Verbände in den USA, sowie die internationale historische Forschung dazu, die Erinnerung an den Holocaust herunterzuspielen, ja zu verdrängen.“ Auch bei Hannah Arendt, die 1959 ein Gutachten zu Hilbergs Dissertation verfasste, stieß seine akribische Untersuchung zunächst auf Ablehnung, während sie sie zwei Jahre später für ihr Buch Eichmann in Jerusalem über den Eichmann-Prozess durchaus nutzte. Hilbergs Hauptwerk wurde in Israel nicht verlegt.
Der deutsche Verlag Droemer Knaur, der 1963 die Rechte an Hilbergs Werk erworben hatte, entschied sich 1965 nach einem negativen Gutachten des Instituts für Zeitgeschichte der Cheflektor Fritz Bolle gegen eine Veröffentlichung des Buchs. Hilbergs „These von der jüdischen ‚Kollaboration‘“ könne Antisemiten zu böswilligen Fragen ermuntern. Die Verlage Rowohlt und Beck und viele andere deutsche Verlage lehnten ebenfalls eine Publikation ab, andere schwiegen auf entsprechende Anfragen Hilbergs. Der Spiegel sprach 1979 von „Wortbruch“ und von einer „seit Jahren überfälligen Übersetzung“.
Erst der Kleinverlag Olle & Wolter aus Berlin brachte 1982 das Buch in einer Hardcover-Ausgabe in deutscher Übersetzung heraus. In Koproduktion wurde das Buch 1983 auch von der Büchergilde Gutenberg veröffentlicht. Die deutsche Ausgabe (die zweite Ausgabe) von Hilberg war eine überarbeitete und deutlich erweiterte Auflage der ersten Fassung von 1961. Der Verlag Olle & Wolter erwarb damals die Weltrechte außer für Ausgaben in englischer Sprache. Die erste französischsprachige Übersetzung erschien 1985 im Verlag Gallimard.
Hilberg, der zwanzig Jahre auf eine deutschsprachige Ausgabe – im Land der Täter – warten musste, schrieb am 14. Juli 1982 froh über das „joint venture“ an Ulf Wolter von Olle & Wolter; “I am glad that you are my publisher in Germany.” (deutsch: „Ich bin erfreut, dass Sie mein Verleger in Deutschland sind.“) Der Absatz des Buches verlief wegen des hohen Ladenpreises von 128 DM sehr schleppend. So kam der Verlag in eine Schieflage und wurde kurz nach der Veröffentlichung des Buches geschlossen. Götz Aly ist jedoch der Ansicht, dass Olle seinen Verlag aus Krankheitsgründen schloss und nicht wegen des Vertriebs des Buches.
1990 gelang es dann Walter Pehle, Lektor für Zeitgeschichte im Fischer Verlag, von Hilbergs dreibändigem Werk eine Taschenbuchauflage zu einem attraktiven Preis herauszubringen. Zuvor hatte der Verlag seit Ende 1985 mehrfach vergeblich versucht, von Ulf Wolter eine Lizenz für eine Taschenbuchausgabe zu erwerben. Erst im Dezember 1987 konnte mit den Vorbereitungen für eine überarbeitete Neuausgabe begonnen werden, die durch zahlreiche Korrekturen, Einschübe, Umstellungs- und Streichungswünsche Hilbergs die Kostenkalkulation ausufern ließ. Auch ein von Ignatz Bubis zugesagter Zuschuss für Übersetzungskosten reichte bei Weitem nicht aus. Der Privatgelehrte und Historiker Dieter Dirk Hartmann aus Süddeutschland ermöglichte mit einer Spende – einem hohen fünfstelligen Betrag – eine Herabsetzung des Ladenpreises.
Die Resonanz auf das neue Buch war überwiegend positiv. Die FAZ sprach von einem „bedeutenden Buch“, der Spiegel von einem „unübertroffenen Standardwerk“. In der Öffentlichkeit war die Beschäftigung und Auseinandersetzung mit der Holocaustthematik zu der Zeit in Deutschland noch weitgehend tabuisiert. So hatte auch die Bundeszentrale für politische Bildung 1982 noch kein Buch zum Thema Holocaust im Programm. Die Zentralstelle der Landesjustizverwaltungen in Ludwigsburg hatte schon lange auf das Werk gewartet, um es in NS-Prozessen einsetzen zu können. Der NS-Historiker Hans Mommsen urteilte, dass nun ein „Stück skandalöser Einschränkung der Publikationsfreiheit in der Bundesrepublik beendet wurde“.
Für 2009 wurde in Israel das Erscheinen einer Übersetzung vereinbart. 2007 im Nachruf der Frankfurter Rundschau wurde darauf hingewiesen, dass noch keine „Publikationsgeschichte für Raul Hilbergs Hauptwerk […] geschrieben“ worden sei.
2023 erschien dann eine deutsche, einbändige Ausgabe im Fischer-Verlag.

## Ausgaben (Auswahl)
Ausgaben von Raul Hilberg: Die Vernichtung der europäischen Juden.
- Englischsprachige Ausgaben:
  - The Destruction of the European Jews. Chicago, Quadrangle, 1961, OCLC 408733 (First Edition); 2nd ed. 1967; 3rd ed. bei Holmes & Meier, New York 1973; 4th ed. 1985
  - Publisher Franklin Watts; 1st New Viewpoints ed edition, 1973, OCLC 44105927.
  - Harpercollins College, 1979, ISBN 0-06-131959-7.
  - Revised edition, 3 vols. continuously paginated. New York, Holmes and Meier, 1985. xii + 1274 Seiten, ISBN 0-06-131959-7 (und eine Student Edition 1986; 360 Seiten. ISBN 0-8419-0910-5).
  - New Haven and London, Yale University Press, 2003. 3 Bände, xvi + 1388 Seiten, ISBN 0-300-09585-6.

Deutsche Ausgaben:
- Deutsche Erstausgabe: Raul Hilberg: Die Vernichtung der europäischen Juden: die Gesamtgeschichte des Holocaust, Herausgegeben von Ulf Wolter, übersetzt von Christian Seeger u. a., Olle & Wolter, Berlin 1982, 840 S. ISBN 3-88395-431-4.
  - Büchergilde Gutenberg, Frankfurt am Main / Olten / Wien, 1982/83, 840 S. ISBN 3-7632-2763-6. (Lizenzausgabe)
- Durchgesehene und erweiterte Taschenbuchausgabe in drei Bänden, Übers. aus dem Englischen von Christian Seeger, Harry Maòr, Walle Bengs, Wilfried Szepoan, Fischer Taschenbuch, Frankfurt am Main, 1990 und Folgejahre. 1352 S. ISBN 3-596-24417-X (Zuschüsse von einer genannten Einzelperson und dem Zentralrat der Juden in Deutschland).
  - Fischer Taschenbuch, Frankfurt am Main, November 1999, 1352 Seiten. ISBN 978-3-596-24417-1 (= Fischer-TB 10611-10613, Geschichte: Die Zeit des Nationalsozialismus).[19]
  - Neue und ergänzte Ausgabe. Mit einem Vorwort von René Schlott. Hardcover, 1472 Seiten, S. Fischer Verlag, Frankfurt am Main 2023, ISBN 978-3-10-397530-7.

Weitere Übersetzungen:
- La destruction des Juifs d’Europe. Gallimard, Paris 1985 (Collection folio 38 / 39 [Nachdrucke: 1988, 1991; troisième édition, trois volumes, Gallimard, 2006]) ISBN 2-07-032710-8.
- La distruzione degli ebrei d’Europa. Torino: Einaudi, 1999. 1479 S. A cura di Frediano Sessi. [Trad. di Frediano Sessi e Giuliana Guastalla] – 1999, Nuova ed. riv. e ampliata ISBN 88-06-13900-2. (italienisch)
- La Destruccion De Los Judios Europeos (Cuestiones De Antagonismo). Akal Ediciones, 2005. 1456 Seiten. ISBN 84-460-1809-8. (spanisch)
- Kioku: Horokosuto no shinjitsu o motomete, ISBN 4-7601-1693-1. (jap.)
- Hebräisch/Ivrit: Edited by David Bankier and Bella Gutterman. Published by Yad Vashem and Ben-Gurion University of the Negev, 2012.
- ins Polnische: Zagłada Żydów europejskich. 2014. Übersetzung Piotr Stefaniuk, tłum. Jerzy Giebułtowski. 1680 Seiten, ISBN 978-83-935789-0-0.

## Wirkung und Rezeption
Von Beginn an war das Werk vor allem mit der Kritik konfrontiert, Hilberg bewerte zum einen die Rolle der Judenräte zu negativ und marginalisiere zum anderen die Bedeutung des jüdischen Widerstands. „Positives“ zu liefern, gehörte nicht zum Anliegen Hilbergs. Er wandte sich gegen eine „Opfer-orientierte“ Geschichtsschreibung und vertrat stattdessen den Standpunkt, der Vernichtungsprozess müsse von der Täterseite her analysiert werden. Kritik erfuhr Hilberg für sein Buch, weil er als erster Nicht-Revisionist überhaupt versuchte, die Zahl der ermordeten Juden einigermaßen genau zu ermitteln. Bis zu diesem Zeitpunkt war die Opferzahl lediglich das Ergebnis sehr grober Schätzungen, die kurz nach Kriegsende vorgenommen worden waren. Zu den Verdiensten Hilbergs gehört es, diese wissenschaftliche Diskussion initiiert und möglich gemacht zu haben. Auch Rechtsextremisten und Revisionisten beriefen sich auf Hilbergs Forschungen.

## Rezensionen des Buches
Zur 1. Auflage:
- Andreas Dorpalen: Review of Raul Hilberg, Destruction of the European Jews. In: Journal of Modern History 34, 1962, Heft 2, S. 226f.

Zu späteren Auflagen:
- Fritz Bauer Institut: Frankfurt, Newsletter zur Geschichte und Wirkung des Holocaust · Nr. 24, F/M., Frühjahr 2003.
- Tom Lawson (King Alfred’s University College, Winchester): Reappraisal. In: history.ac.uk, April 2004.
- Aishe Malekshahi: in: Deutschlandfunk – 13. Aug. 2007.
- David S. Wyman: Managing The Death Machine. In: The New York Times, 11. August 1985.
- Heinz Höhne: Selten Skrupel. In: Der Spiegel. Nr. 41, 1979 (online).
- Zeitmosaik: Auschwitz – gut lesbar. In: Die Zeit, Nr. 28/1982, S. 30 am 9. Juli 1982.
- Friedemann Bedürftig: Ungerührt und pünktlich. In: Die Zeit, Nr. 46/1990, S. 12.

## Zur Person des Autors
Raul Hilberg (* 2. Juni 1926 in Wien; † 4. August 2007 in Williston, Vermont, USA) war ein US-amerikanischer Historiker, der 1939 als 13-Jähriger Österreich und damit den Machtbereich der Nationalsozialisten gerade noch rechtzeitig verlassen hatte. Er gilt als einer der bedeutendsten Holocaust-Forscher. Seit 1944 diente er bei der US Army, auch in Deutschland, in der 45th Infantry Division und beim War Documentation Department, das die Akten der Nazis und ihrer Kollaborateure zur Vorbereitung der Nürnberger Prozesse sichtete. Er begann 1948 mit seiner Magisterarbeit und besprach auch schon seine geplante Dissertation The Destruction of European Jewry mit Franz Neumann. Zunächst wollte Neumann ihn gar nicht als Doktoranden annehmen und erklärte, die geplante Arbeit werde sein „akademisches Begräbnis“ werden. Hilbergs Doktorvater nahm vor allem an dem Teil der Untersuchung Anstoß, der sich mit der Mitwirkung jüdischer Stellen am Vernichtungsprozess beschäftigte.
1951 erhielt Hilberg eine befristete Stelle im War Documentation Project in München unter Leitung von Fritz T. Epstein (vgl. Osteuropäische Geschichte). Bis zu seiner Promotion unterrichtete er Politikwissenschaft an verschiedenen Universitäten, nachdem sein Doktorvater und Unterstützer Neumann als Folge eines Unfalls 1954 starb. An der Universität Vermont (UVM) arbeitete er in seiner weiteren wissenschaftlichen Laufbahn (1956–1991).